# Zhang Zifeng
Zhang Zifeng (xinès simplificat: 张子枫, pinyin: Zhāng Zifēng; Sanmenxia, Henan, 27 d'agost de 2001), també coneguda com Wendy Zhang, és una actriu xinesa formada a l'Acadèmia de Cinema de Pequín. És àmpliament considerada una de les millors actrius joves del cinema xinés actual.
El 2012 va guanyar el Premi a la millor actriu debutant a la 31 edició del Festival de les Cent Flors, esdevenint la guanyadora més jove de la història del premi. El 2017, va ser guardonada com a millor actriu de repartiment en la 22 edició dels premis Huading, convertint-se també en la guanyadora més jove de la història d'aquell premi. El 2018, va rebre la primera nominació com a millor actriu de repartiment a la 55 edició del Premi Golden Horse.
El 2019, Zhang va ser considerada com una Actriu de Quart Dan de la generació post-95, juntament amb Wen Qi, Zhang Xueying i Guan Xiaotong. Zhang ocupà el lloc 98 de la llista Forbes China Celebrity 100 el 2019, i el 81 el 2020.